# Eltjo Schutter
Eltjo Marinus Jan Schutter (Driehuis, 17 giugno 1953) è un ex multiplista olandese.
Ha rappresentato i Paesi Bassi ai Giochi olimpici di Montréal 1976 nei 400 metri piani, senza raggiungere il podio. Ha stabilito inoltre alcuni record nazionali.

## Biografia

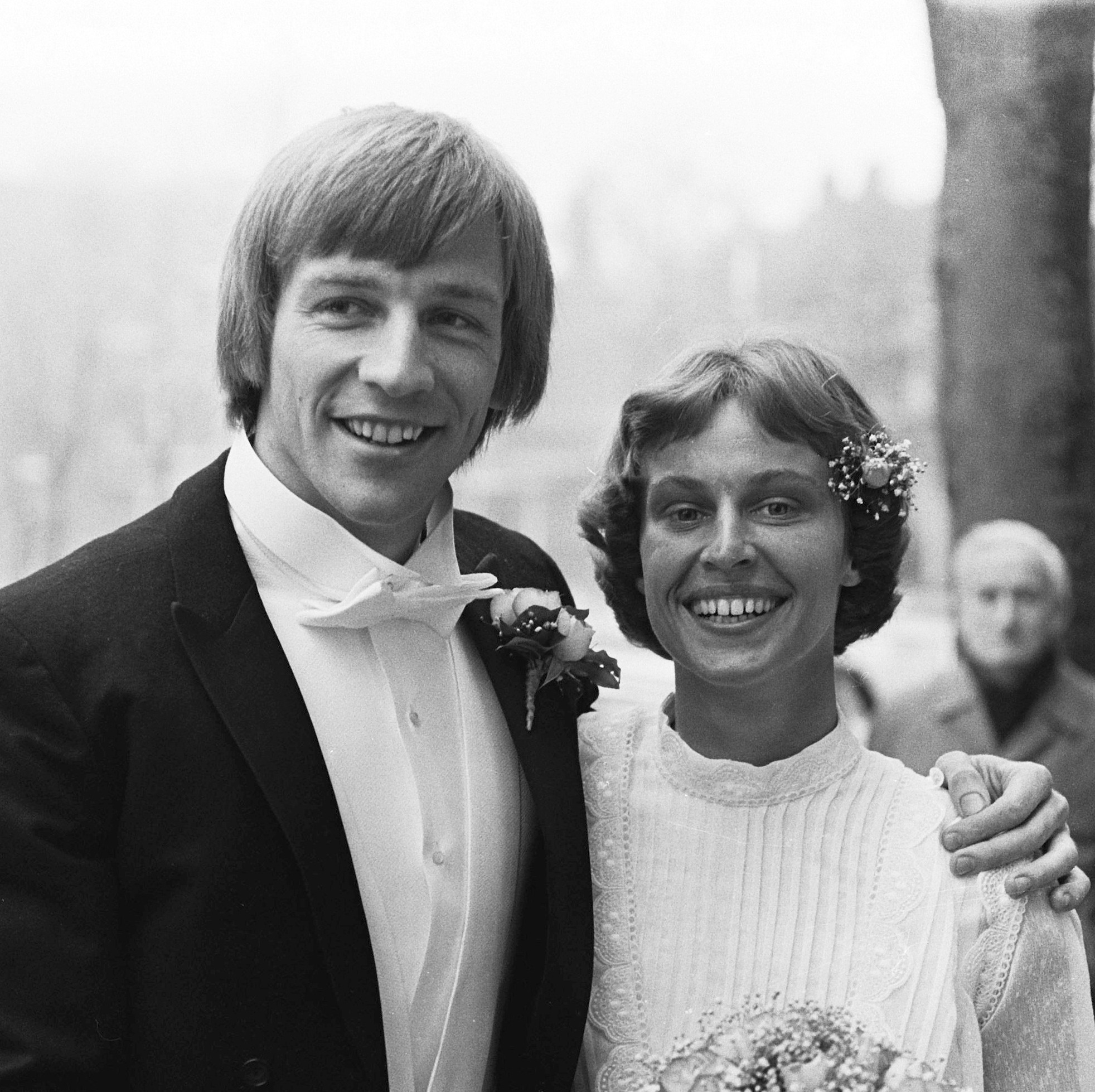
Eltjo Schutter e Margot Zwolsman si sposano il 3 novembre 1978

Schutter nasce a Driehuis, cittadina dell'Olanda Settentrionale, nei Paesi Bassi. Schutter si qualifica ai Giochi olimpici di Montréal 1976 dove rappresenta i Paesi Bassi nei 400 metri piani, senza vincere alcuna medaglia.
Il 3 novembre 1978 sposa Margot Zwolsman. Si ritira dalle competizioni ufficiali nel 1979 per studiare ginecologia ed ostetricia. Laureandosi nel 1984, diventa uno dei più giovani ginecologi dei Paesi Bassi. Dal 1984 al 1990 vive a Mönchengladbach continuando la sua carriera sanitaria.
Tornato nei Paesi Bassi, lavora al VU University Medical Center ed al Medisch Spectrum Twente. Occasionalmente ha lavorato come commentatore di eventi sportivi di atletica leggera.